# Гірська піхота

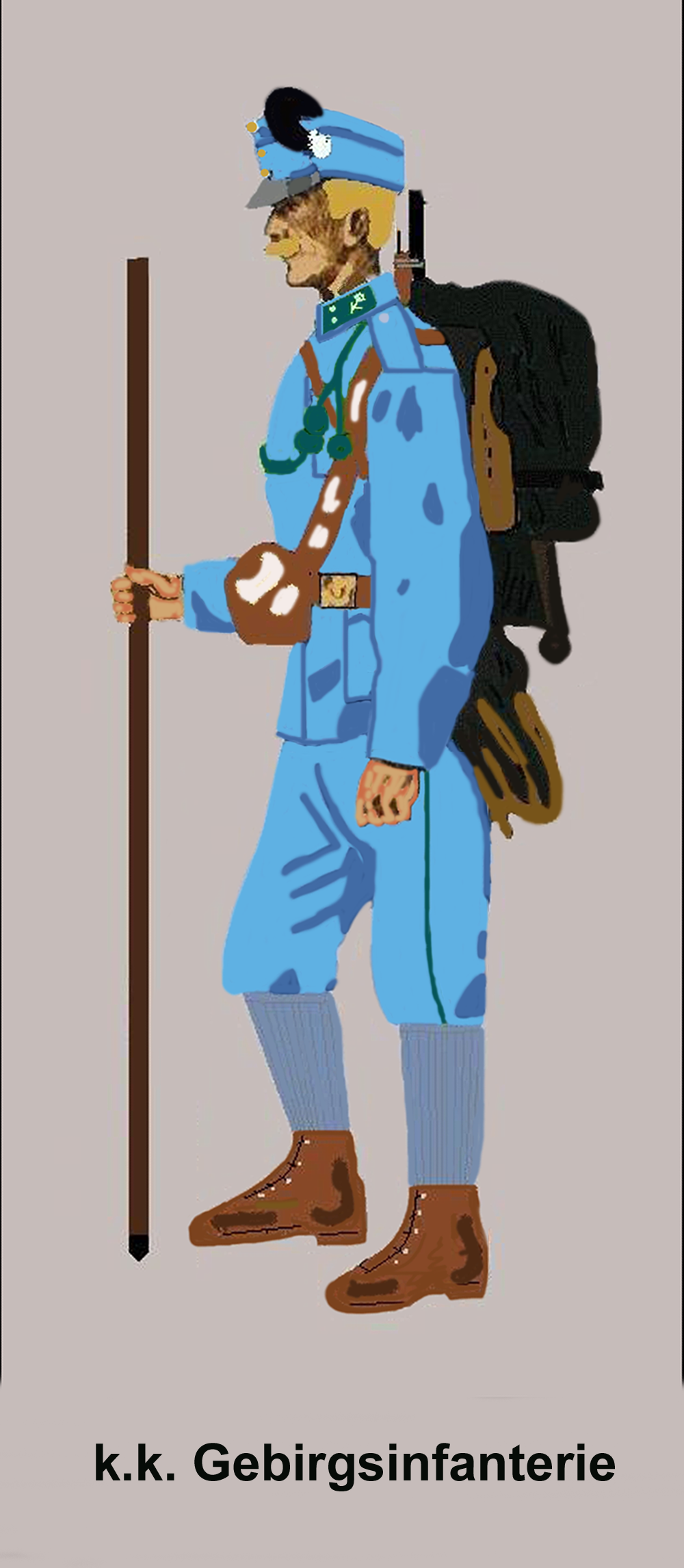
Австро-угорський гірський стрілець (після 1907)

Гірська́ піхо́та, також гірські війська, або гірські стрільці — рід військ, до якого належать загальновійськові, артилерійські, інженерні та інші частини і з'єднання, призначені та спеціально навчені для бойових дій у гірській місцевості.

## Призначення та засади
У деяких арміях частини і з'єднання гірських військ мають особливу штатну організацію і називаються: альпійськими (Франція, Італія), гірсько-піхотними (ФРН, Греція), легко-піхотними (КНР та інші).
Наприклад, в армії Німеччини гірсько-піхотна дивізія зразка 1980-х років (близько 17,5 тис. чол.) мала 2 гірсько-піхотні та 1 мотопіхотну бригади, артилерійський полк, зенітний артилерійський дивізіон і частини (підрозділи) забезпечення та обслуговування. В арміях з військами, що дислокуються в гірських районах, проводиться спеціальна підготовка (гірська підготовка). Гірські війська, крім частин і підрозділів основних родів військ і спеціальних військ можуть мати у своєму складі гірськолижні, скелелазні, в'ючні та інші підрозділи.
З'єднання (частини) гірських військ зазвичай оснащуються полегшеною зброєю, малогабаритною і високопрохідною військовою технікою і транспортними засобами, а артилерійські та зенітно-артилерійські підрозділи (частини), як правило, мають на озброєнні гармати (комплекси) та міномети спеціальної конструкції, пристосовані для пересування по гірських дорогах і перевезення (перенесення) на в'юках. Інженерно-саперні (дорожні) підрозділи оснащуються комплектами канатних доріг, спеціальних мостів і пристосувань для наведення переправ через гірські річки, каньйони, ущелини і підйому вантажів на висоти. Підрозділи і частини гірських військ, у т. ч. і тилові, крім автомобільного транспорту можуть використовувати гужовий транспорт і в'ючних тварин. У гірській місцевості для постачання військ і здійснення ними маневру широко застосовуються вертольоти та літаки; практикується скидання вантажів на парашутах.
Навчання військ для дій в горах у мирний час проводиться в гірській місцевості з періодичними виїздами в гірські табори, а також у спеціально обладнані гірські навчальні центри. Для дій у високогірних районах з особливо складними умовами готуються окремі альпіністські підрозділи. Гірські війська здатні вести бойові дії на віддалених напрямках, поза шляхів та доріг, у відриві від інших угруповань військ, широко застосовувати обходи та охоплення з метою оволодіння пануючими висотами, перевалами, гірськими проходами та іншими ключовими пунктами і утримання їх.
За часів Другої світової війни гірсько-піхотні частини і з'єднання країн учасників брали участь у боях і операціях на Кавказі, в Норвегії, Криму, в Карпатах та тощо, де продемонстрували високі бойові якості.

## Галерея

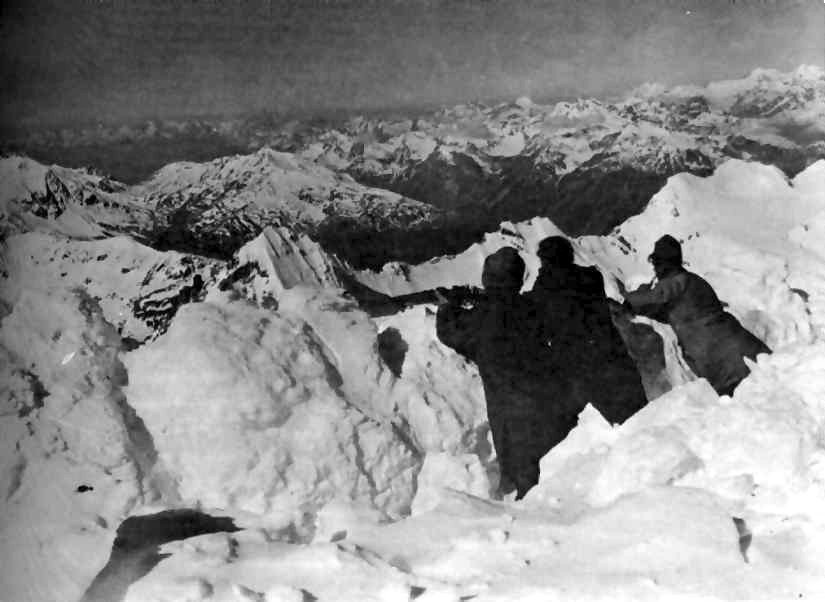
Австро-угорські альпійські стрільці на висоті 3 850 м під вершиною гори Ортлер в Альпах, 1917
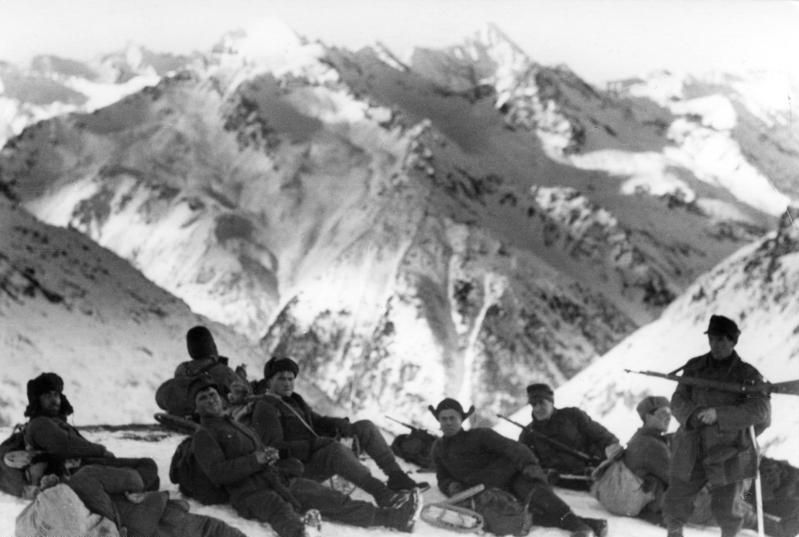
Німецькі гірсько-піхотні війська на Головному Кавказькому хребті. 22 грудня 1942
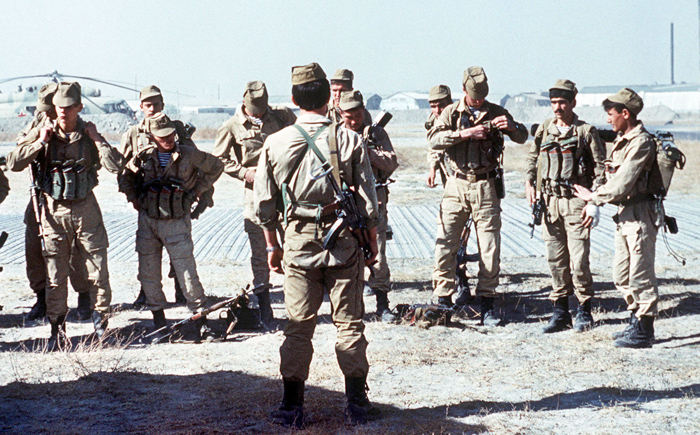
Радянські спецназовці готуються до бойового виходу. Інтервенція Радянського Союзу в Афганістан. 1988
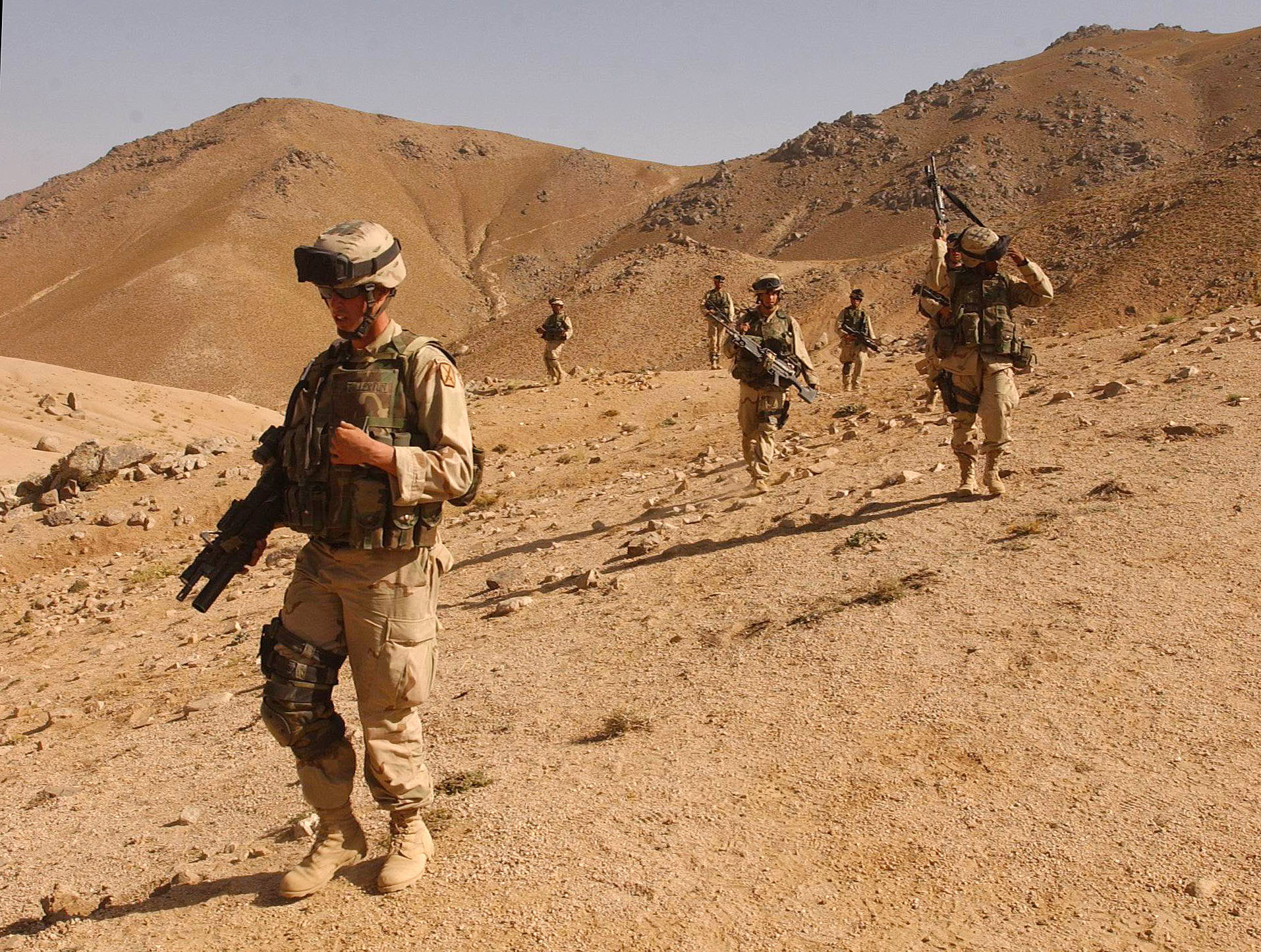
Патруль 10-ї гірсько-піхотної дивізії. 12 вересня 2003. Афганістан

## Відео
- ЗСУ. Репортаж про батальйон гірської піхоти